# Bîșkî, Kozova
Bîșkî (în ucraineană Бишки) este o comună în raionul Kozova, regiunea Ternopil, Ucraina, formată numai din satul de reședință.

## Demografie
Componența lingvistică a comunei Bîșkî
     Ucraineană (99,48%)
     Alte limbi (0,52%)
Conform recensământului din 2001, majoritatea populației comunei Bîșkî era vorbitoare de ucraineană (99,48%), existând în minoritate și vorbitori de alte limbi.